# Josef Esterhues
Josef Esterhues (* 26. November 1885 in Münster; † 12. Juni 1970 in Bonn) war ein deutscher Pädagoge.

## Leben
Nach der Promotion am  7. Mai 1927 zum Dr. phil. bei Max Ettlinger (Rigorosum 4. Februar 1927) war er von 1929 bis 1937 Kreisschulrat des Aufsichtskreises Bonn I, Rgbz. Köln, zugleich Akademieschulrat und Dozent für praktische Pädagogik an der Pädagogischen Akademie Bonn, 1. Mai 1933 Hochschule für Lehrerbildung Bonn. Er lebte von 1937 bis 1945 im Ruhestand in Bonn. Von 1946 bis 1949 war er Professor für Pädagogik an der Pädagogischen Akademie Bonn, zugleich Begründer und Nov. 1946 bis März 1947 und im April 1948 kommissarischer Direktor der Pädagogischen Akademie Köln.

## Schriften (Auswahl)
- Psychologische Beobachtungen über die Anfangsstadien des Melodienlesens. Münster 1927, OCLC 459416758.
- Allgemeine Unterrichtslehre für den elementare Religionsunterricht. Paderborn 1941, OCLC 72038943.
- Hg.: Bernhard Overberg: Anweisung zum zweckmäßigen Schulunterricht für die Schullehrer im Fürstentum Münster. Paderborn 1957, OCLC 180524847.
- Didaktik. Wesen, Aufgaben, Grundzüge und Formen des Unterrichts. Paderborn 1965, OCLC 63393349.